# Admiralty House
Admiralty House a Londra venne progettata da Sir Robert Taylor e dal suo allievo Samuel Pepys Cockerell e inaugurata nel 1786. Costruita su richiesta dell'ammiraglio Lord Howe, First Lord of the Admiralty fra il 1782 ed il 1783 per "poche stanze per il mio uso privato", essa era la residenza ufficiale del First Lord of the Admiralty (Primo Lord dell'Ammiragliato) fino al 1964, ed è stata anche sede di alcuni Primi Ministri britannici quando 10 Downing Street venne ristrutturato. Il presidente John F. Kennedy vi si incontrò con il Primo Ministro Harold Macmillan nel 1962.
Winston Churchill visse in questa casa mentre fu First Lord of the Admiralty per due diversi periodi nel 1911-15 e nel 1939-40. Oggi essa ospita funzioni governative ed alcuni uffici ministeriali .
Admiralty House è parte del complesso degli ex Admiralty buildings ed è spesso confusa con il più visibile Ripley Building (anche noto come Old Admiralty Office) costruito nel 1726 o dell'Admiralty Extension costruita fra il 1898 ed il 1904, ed anche con Admiralty Arch (1910).
Admiralty House è un piccolo edificio di tre piani in mattoni gialli. Il prospetto dà su Whitehall, ma non ha un suo autonomo accesso, in quanto si entra dal Ripley Building, anche se vi era un importante ingresso attraverso l'Ammiragliato fino al 1904. La facciata anteriore è simmetrica e semplice. Gli interni sono in stile neoclassico. Il retro si affaccia sul grande spiazzo dell'Horse Guards Parade.